# Harry Potter: Quidditch Copa del Mundo
Harry Potter: Quidditch Copa del Mundo (del original inglés Harry Potter: Quidditch World Cup) es un videojuego producido por EA Games basado en las características del Quidditch, un juego de ficción de la saga de libros de Harry Potter. En este juego los usuarios pueden competir por la Copa de Quidditch de Hogwarts (compitiendo entre Gryffindor, Slytherin, Hufflepuff y Ravenclaw) y por la Copa Mundial de Quidditch (compitiendo con Estados Unidos, Inglaterra, Francia, Alemania, Escandinavia (descrito como "El Equipo Nórdico"), Japón, España, Australia y Bulgaria). Esta selección de equipos recibió duras críticas principalmente a causa de la ausencia de Irlanda, que se coronaba campeona mundial en el cuarto libro, la cual fue incluida tres años después del juego.

## Personajes principales
- Harry Potter
- Draco Malfoy
- Cho Chang
- Cedric Diggory
- Viktor Krum

## Jugadores de Hogwarts
Dado que en los libros varios jugadores de equipos de casas nunca han sido nombrados, el juego ha nombrado esos jugadores teniendo como referencia cuando Harry estaba en su tercer año. Varios de los nombres no concuerdan con los libros o con la historia, por lo que J.K. Rowling pudo haber provisto de algunos nombres, dado que ella participa en los proyectos multimedia, como en el Juego de Mesa de Harry Potter.

### Gryffindor
- Angelina Johnson (cazadora)
- Katie Bell (cazadora)
- Alicia Spinnet (cazadora)
- Fred Weasley (matador)
- George Weasley (matador)
- Oliver Wood (guardián) y(Capitán)
- Harry Potter (buscador)

El movimiento especial del equipo es La Formación del Águila. Los gemelos se encargan de golpear la bludger de lado a lado cuando una cazadora está con la quaffle, los pases y los movimientos del equipo contrario los defiende el guardián, en el último caso el guardián grita como si fuera a encajar y en el momento una cazadora puede aprovechar en marcar, la cual les da 10 puntos.A partir de Harry potter y el misterio del príncipe los gemelos son reemplazados por dos bateadores nuevos Jimmy Peakes, es descrito como:un alumno de tercero bajito pero ancho de hombros, y Ritchie Coote,que parecía enclenque pero tenía buena puntería.Angelina Johnson y Alicia Spinnet son reemplazados por Demelza Robins y Ginny Weasley.Oliver Wood es reemplazado por Ronald Weasley.Harry Potter además de ser buscador es también capitán del equipo de Gryffindor.

### Ravenclaw
- Jeremy Stretton (cazador)
- Roger Davies (cazador)
- Randolph Boam (cazador)
- Duncan Ingleby (golpeador)
- Jason Samuels (golpeador)
- Grant Page (guardián)
- Cho Chang (buscadora)

Marina Wood (cazadora)
El equipo de Quidditch de Ravenclaw se caracteriza por ser el equipo más ofensivo de Hogwarts ya que tienen unos cazadores que marcan lo más rápido posible.

### Hufflepuff
- Malcolm Preece (cazador)
- Heidi Macavoy (cazadora)
- Tamsin Appleby (cazador)
- Maxine O'Flaherty (golpeadora)
- Anthony Rickett (golpeador)
- Herbert Fleet (guardián)
- Cedric Diggory (buscador)

### Slytherin
- Marcus Flint (cazador)
- Graham Montague (cazador)
- Adrian Pucey (cazador)
- Lucian Bole (golpeador)
- Peregrin Derrick (golpeador)
- Miles Bletchley (guardián)
- Draco Malfoy (buscador)

## Equipos de la Copa Mundial
Los siguientes equipos internacionales son incluidos en el juego:

### Inglaterra
Buscadora: Blythe Parkin.
Guardián: Denison Frisby.
Cazadores: Edric Fosper | Keaton Flitney | Avery Hawksworth.
Golpeadores: Dawn Whitey | Indira Choudry.
- Uniforme: Capa blanca con ajedrezado rojo, pantalón blanco.
- Estadio: Se encuentra en un castillo británico, cuenta con un foso que separa las gradas del terreno de juego.

### Estados Unidos
Buscadora: Ariel Singleton.
Guardián: Ralph Heidelberger.
Cazadores: Gianni Fedele | Debbie Muntz | Robert Green.
Golpeadores: Greg Ruczinski | Troy Duvall.
- Uniforme: Capa azul marino, pantalón blanco.
- Estadio: Localizado en el área de Nueva Inglaterra.

### Japón
Buscadora: Shizuka Watanabe.
Guardián: Tamotsu Iwamoto.
Cazadores: Noriyuki Sato | Yoshihiro Suzuki | Ryōtarō Tanaka.
Golpeadores: Minaka Hirakata | Keiko Takahashi.
- Uniforme: Capa blanca con los bordes rojos, pantalón verde.
- Estadio: Está en el patio de un shiro, exactamente sobre uno de los estanques.

### Alemania
Buscador: Konrad Weiss.
Guardián: Hermann Weil.
Cazadores: Kurt Todt | Kursten Blijk | Igor Brand
Golpeadores: Katrina von Glockenspieler | Elena Eldritch
- Uniforme: Capa azul con los bordes burdeos, pantalón blanco con franjas azules.
- Estadio: Se trata de una construcción medieval, se encuentra oculto en el bosque Teutónico.

### Francia
Buscadora: Cybèle Peltier.
Guardián: Bastien Janvier.
Cazadores: Mathilde Mallard | Joséphine Marat | Hildegarde Lafarge.
Golpeadores: Alain Lacroix | Ninon Saucet.
- Uniforme: Capa celeste, pantalón celeste.
- Estadio: Se encuentra en el Palacio de Versalles, con opulentos jardines cubriendo el campo.

### Australia
Buscadora: Lucy Karoonda.
Guardián: Jonny Nuhaka.
Cazadores: Matthew Echunga | Kenneth Hastings | Maria Monteith.
Golpeadores: Kylie Meadows | Kelly Whakkaarangapawarau
- Uniforme: Capa verde, pantalón amarillo.
- Estadio: Está oculto en uno de los cañones de Uluru.

### Equipo Nórdico (Escandinavia)
Buscadora: Tina Lundstrom.
Guardián: Martin Helstrom.
Cazadores: Olaf Andersen | Lorre Gustaffson | Peter Hansen.
Golpeadores: Asgeir Knutse | Asgard Pettersson
- Uniforme: Capa de color camel, pantalón marrón.
- Estadio: Se encuentra oculto en un fiordo congelado. La forma de este estadio es parecida a la de un Drakkar (barco vikingo)

### España
Buscador: Íñigo Fuente Marrero
Guardián: Sendelina Felino
Cazadores: Carmen García | Chavelle Arbelo Cartaya | Ana de Lebrón
Golpeadores: Vasco Santini | Tiago Montoya
- Uniforme: Capa amarilla con los bordes rojos, pantalón rojo con franjas amarillas.
- Estadio: Se encuentra sobre una plaza de toros cuenta con una pedrería al estilo arquitectónico de Antoni Gaudí, es el único de los estadios que tiene techo.

### Bulgaria
Buscador: Victor Krum.
Guardián: Lev Zograf.
Cazadores: Vasily Dimitrov | Clara Ivanova | Alexei Levski.
Golpeadores: Pyotr Vulchanov | Ivan Volkov.
- Uniforme: Capa roja, pantalón de color negro.
- Estadio: Ubicado en un castillo búlgaro, es el único estadio junto con el de países nórdicos (Escandinavia) donde los encuentros deportivos se llevan a cabo por la noche.